# ريمون لين
ريمون لين (بالصينية: 林峯) (و. 1979 – م) هو ممثل، ومغني، من جمهورية الصين الشعبية، ولد في سيامن.

## التعليم
تعلم في جامعة جنوب كاليفورنيا.

## وصلات خارجية
- ريمون لين على موقع IMDb (الإنجليزية)
- ريمون لين على موقع ألو سيني (الفرنسية)
- ريمون لين على موقع ميوزك برينز (الإنجليزية)
- ريمون لين على موقع أول موفي (الإنجليزية)
- ريمون لين على موقع قاعدة بيانات الفيلم (الإنجليزية)
- ريمون لين على موقع كينوبويسك (الروسية)